# G-Eclipse
g-Eclipse es una plataforma de software integrada de código abierto basada en  Eclipse para usuarios, administradores y desarrolladores de Grid.
Construyendo sobre la base de la arquitectura de plugins de Eclipse, g-Eclipse extiende la funcionalidad básica y las interfaces visuales de Eclipse proveyendo plugins específicos para permitir el acceso a infraestructuras de Grid existentes. g-Eclipse provee funcionalidad para el envío de trabajos Grid, el manejo de una Grid, y desarrollo de programas Grid.
g-Eclipse provee puntos de extensión que permiten a desarrolladores extender su funcionalidad.
Además de ser un proyecto de código abierto de la Fundación Eclipse, g-Eclipse está siendo desarrollado activamente por un consorcio integrado por el Forschungszentrum Karlsruhe (enlace roto disponible en Internet Archive; véase el historial, la primera versión y la última). (Alemania), el Poznan Supercomputing and Networking Center (Polonia), la Universidad Johannes Kepler de Linz (Austria), la Universidad de Chipre (Chipre), la Universidad de Reading (Reino Unido), Innoopract Gmbh (Alemania), el IT Innovation Centre de la Universidad de Southampton (Reino Unido), y NEC Laboratories Europe. El consorcio g-Eclipse es financiado por el  Sexto Programa Marco de la Comisión Europea.

## Características
g-Eclipse provee tres perspectivas diferentes en la plataforma Eclipse:
- Perspectiva Usuario - Usuarios de Grids tienen un conocimiento limitado de la tecnología Grid. La perspectiva Usuario tiene como objetivo permitir a los usuarios ejecutar trabajos en una Grid, controlar el progreso de su ejecución, y manejar sus archivos en una Grid.
- Perspectiva Administrador - Un administrador de una infraestructura Grid tiene un conocimiento detallado del funcionamiento de la Grid. La perspectiva Administrador debe permitirle al operador manejar sus recursos así como los recursos de la Organización Virtual a la cual pertenece.
- Perspectiva Desarrollador - Un desarrollador de aplicaciones Grid será seguramente experto en el desarrollo de aplicaciones, pero no debe esperarse que sea experto ni en tecnología Grid ni en las correspondientes infraestructuras. La perspectiva Desarrollador intenta proveer a los desarrolladores de las herramientas apropiadas para el desarrollo (a través de las componentes JDT/CDT/etc. de Eclipse), depuración y despliegue de programas sobre una Grid.

## Middleware soportado
Diseñado con un modelo independiente del middleware, el soporte para middlewares Grid específicos se realiza a través del modelo g-Eclipse mediante plugins dedicados. Actualmente g-Eclipse soporta los middlewares gLite y GRIA, con plugins que implementan el acceso a organizaciones virtuales, manejo de trabajos y archivos, control de infraestructura, visualización de datos, diseño de flujos de trabajos, etc. Asimismo, plugins adicionales permiten el acceso a los servicios de "cloud" de Amazon Web Services EC2 y S3.